# Pij edno ot mene
Pij edno ot mene è un singolo delle cantanti bulgare Džena e Andrea, pubblicato il 26 dicembre 2013.